# Paute Dam
Paute Dam är en dammbyggnad i Ecuador.   Den ligger i provinsen Azuay, i den centrala delen av landet, 260 km söder om huvudstaden Quito. Paute Dam ligger 2 380 meter över havet.
Terrängen runt Paute Dam är huvudsakligen bergig, men åt sydväst är den kuperad. Runt Paute Dam är det mycket glesbefolkat, med 7 invånare per kvadratkilometer. I omgivningarna runt Paute Dam växer i huvudsak städsegrön lövskog.